# Gorgogliatore

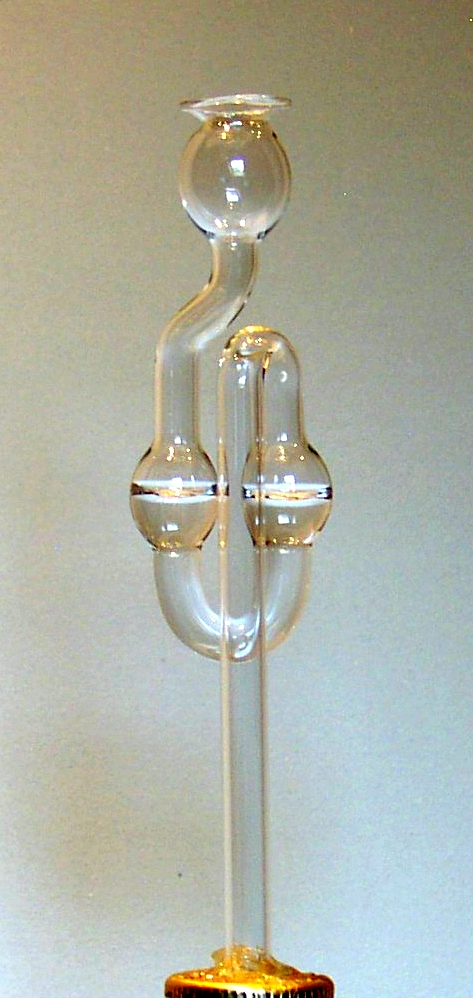
Gorgogliatore in vetro.

Il gorgogliatore è una valvola che basa il suo funzionamento sul principio dei vasi comunicanti in condizioni di superfici non isobare. È uno strumento da laboratorio chimico, da birrificio o da cantina ed è principalmente usato per la fermentazione anaerobica.

## Principio di funzionamento
Un gorgogliatore serve a mantenere la pressione pressoché costante all'interno di un recipiente e ad isolare il suo contenuto dall'ambiente esterno.
È composto da due vasi comunicanti contenenti un liquido (spesso acqua) che separa l'ambiente interno del recipiente dall'ambiente esterno. Uno dei vasi è collegato per la parte alta ad il recipiente da isolare e l'altro vaso è aperto verso l'ambiente esterno.
Nel caso in cui la pressione all'interno del recipiente aumentasse, i gas presenti in esso uscirebbero spingendo il liquido separatore attraverso i vasi; il gas "gorgoglierebbe" attraverso il liquido separatore lasciando separati i due ambienti.
Un gorgogliatore è utilizzato principalmente per dividere gas ma può essere utilizzato per dividere liquidi scegliendo un liquido separatore opportuno; spesso per l'utilizzo con liquidi si adopera il mercurio come liquido separatore.

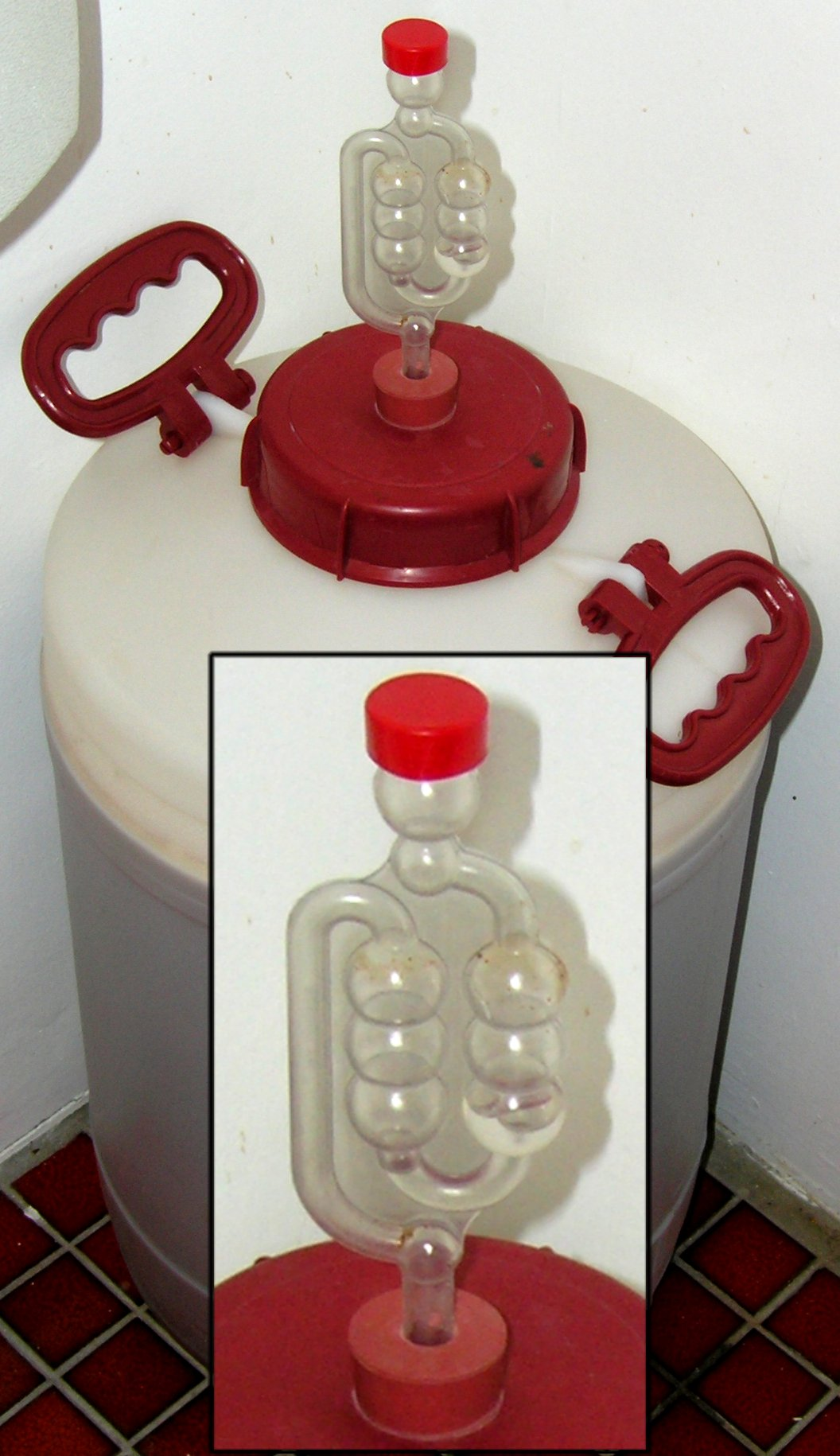
Particolare di un tappo con gorgogliatore

## Utilizzo

### Fermentazione della birra
Nel processo di fermentazione della birra il gorgogliatore serve ad espellere l'anidride carbonica prodotta durante la fermentazione alcolica (evitando aumenti di pressione) senza che ne corrisponda un ingresso di ossigeno, che, oltre ad ossidare il fermentante, bloccherebbe l'attività dei lieviti anaerobi o anaerobi facoltativi quali il Saccharomyces cerevisiae (lievito di birra).
È ampiamente utilizzato nella produzione casalinga grazie alla sua semplicità ed al suo costo contenuto.

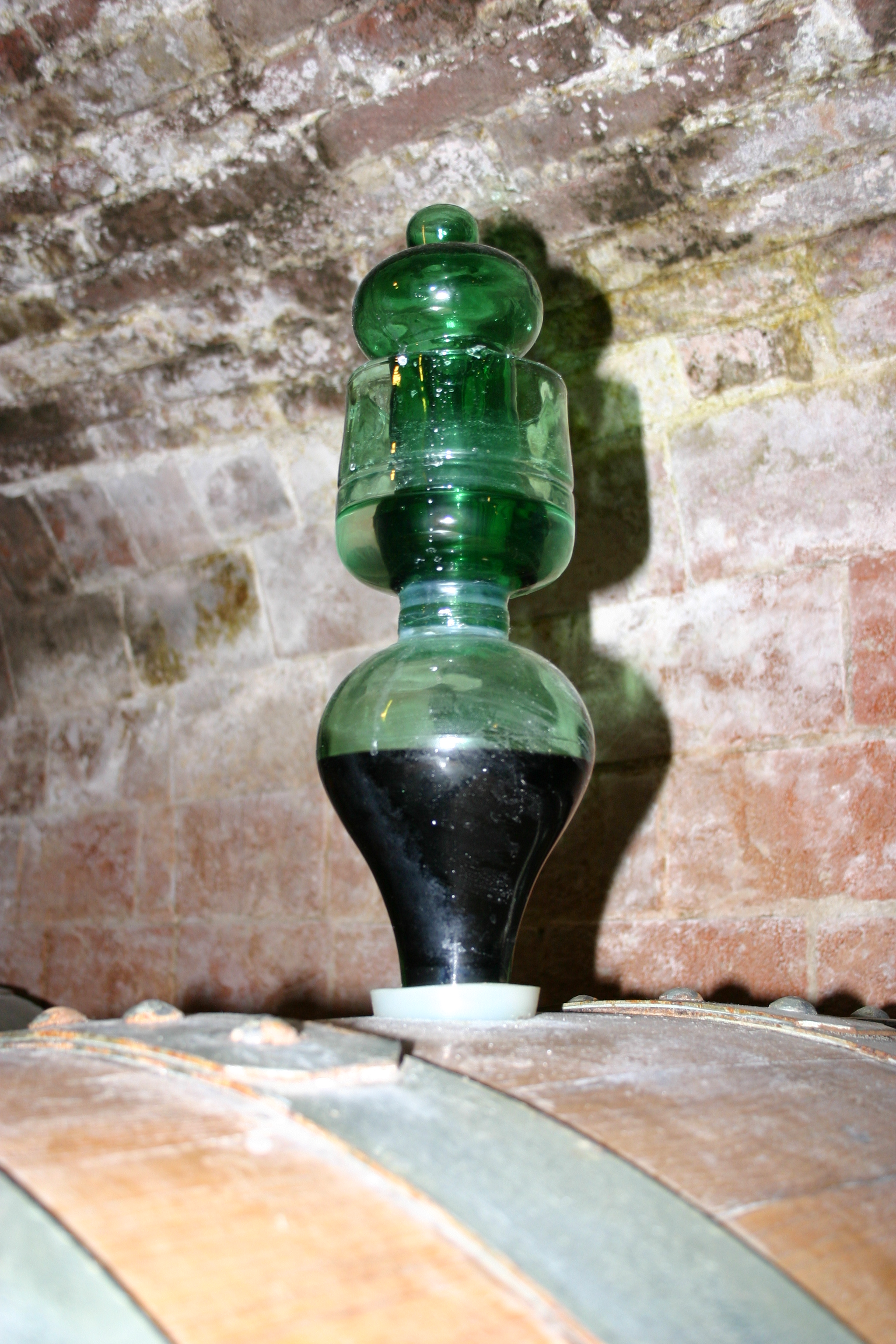
Gorgogliatore in vetro posto sulla sommità di una botte da vino.

### Fermentazione e stoccaggio del vino
Il gorgogliatore viene utilizzato per tappare l'apertura superiore delle botti ripiene di vino facendo in modo che l'anidride carbonica, frutto della fermentazione, possa essere liberata senza che la pressione all'interno delle botti aumenti (rallentando il processo di fermentazione) ed evitando che il vino entri in contatto con l'aria che porterebbe all'acetificazione.
A differenza del processo di produzione della birra, per il vino è necessario che la quantità di gas presente all'interno del recipiente sia moderata a causa del rischio di acetificazione.

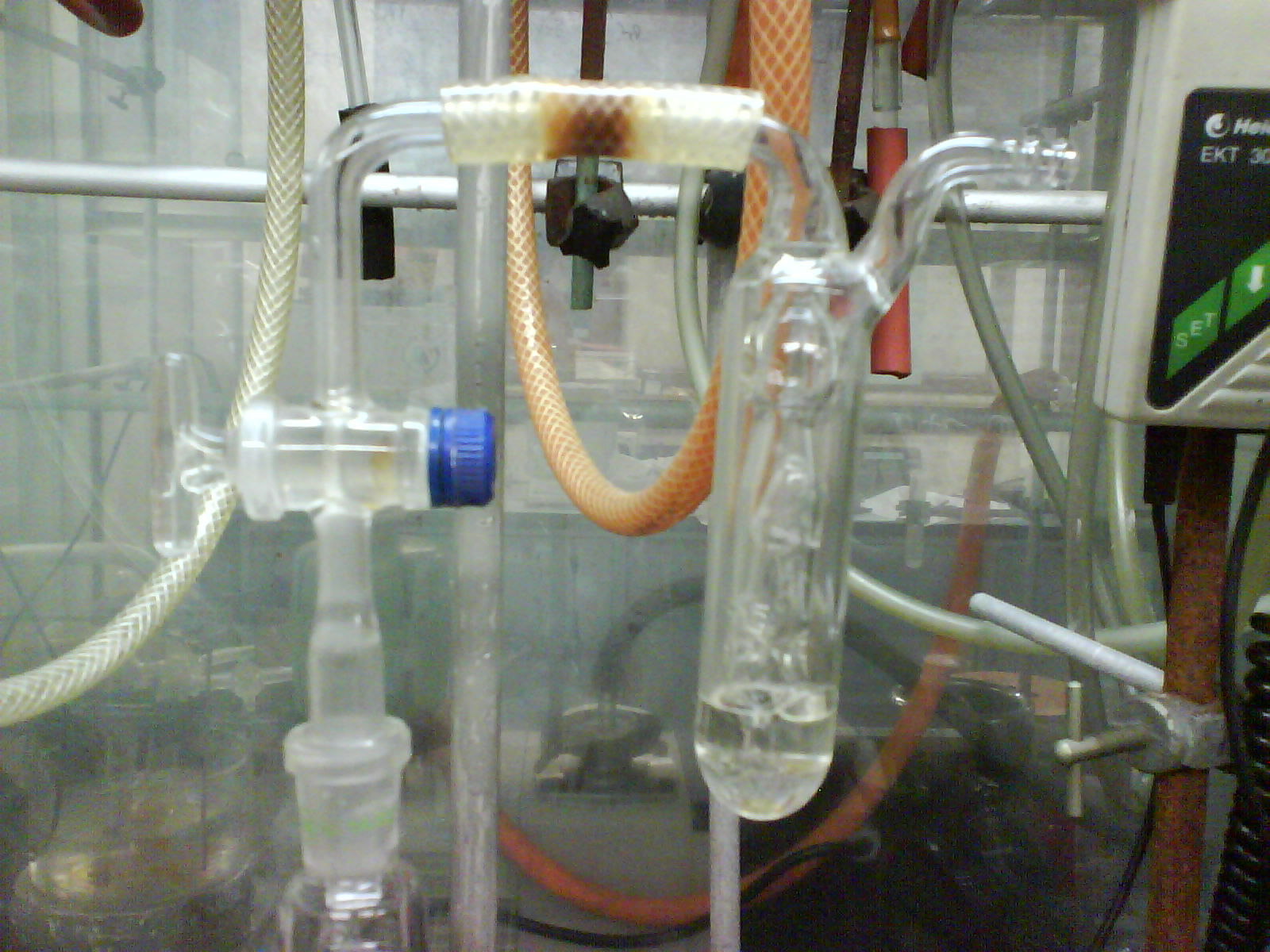
Gorgogliatore da laboratorio.

### Altri usi
Nei laboratori chimici, i gorgogliatori vengono utilizzati anche con funzioni differenti da quella descritta. Gli altri utilizzi sono quelli di umidificazione, lavaggio e riscaldamento dei gas.
Nell'ossigenoterapia, i gorgogliatori vengono utilizzati con la funzione di umidificare e riscaldare l'ossigeno.